# 艾莉卡·皮安卡斯特利
艾莉卡·皮安卡斯特利（義大利語：Erika Piancastelli，1996年6月20日—）是一名出生於義大利艾米利亞-羅馬涅大區的壘球選手，司職工具人，目前效力於A1聯賽弗利。她曾隨隊參加2015年、2019年、2021年歐洲女子壘球錦標賽，結果獲得金牌。母親洛雷達娜·奧萊塔也是壘球運動員。

## 外部連結
- 艾莉卡·皮安卡斯特利的Facebook專頁
- 艾莉卡·皮安卡斯特利的X（前Twitter）
- 艾莉卡·皮安卡斯特利的Instagram帳戶